# Achref Gannouni
Achref Gannouni (in arabo اشرف كنوني‎?; Tunisi, 16 aprile 1997) è un cestista tunisino.

## Carriera

### Nazionale
Con la nazionale tunisina è stato convocato per il Campionato africano del 2021, concluso con la vittoria finale del torneo.